# Afrodromia fulgida
Afrodromia fulgida är en tvåvingeart som beskrevs av Smith 1969. Afrodromia fulgida ingår i släktet Afrodromia och familjen dansflugor. Inga underarter finns listade i Catalogue of Life.